# Старая Даниловская
Старая Даниловская — деревня в Верхнеландеховском районе Ивановской области. Входит в состав Верхнеландеховского городского поселения.

## География
Находится в восточной части Ивановской области на расстоянии приблизительно 6 км на юг-юго-запад по прямой от районного центра поселка Верхний Ландех.

## История
Деревня отмечалась уже на карте 1850 года. В 1859 году здесь (тогда в составе Гороховецкого уезда Владимирской губернии) было учтено 6 дворов.

## Население
Постоянное население составляло 35 человек (1859 год), 1 в 2002 году (русские 100 %), 0 в 2010.